# 勒科洛涅 (上索恩省)
勒科洛涅（法語：Recologne，法語發音：[ʁəkɔlɔɲ]）是法国上索恩省的一个市镇，属于沃苏勒区。

## 地理
勒科洛涅（47°34'56"N, 5°46'35"E）面积1.15 平方千米，位于法国勃艮第-弗朗什-孔泰大區上索恩省，该省份为法国东部内陆省份，北起顺时针与孚日省、贝尔福地区省、杜省、汝拉省、科多尔省和上马恩省接壤。
与勒科洛涅接壤的市镇（或旧市镇、城区）包括：坦塞和蓬特勒博、芒布雷、韦莱克松-克特雷和沃代。

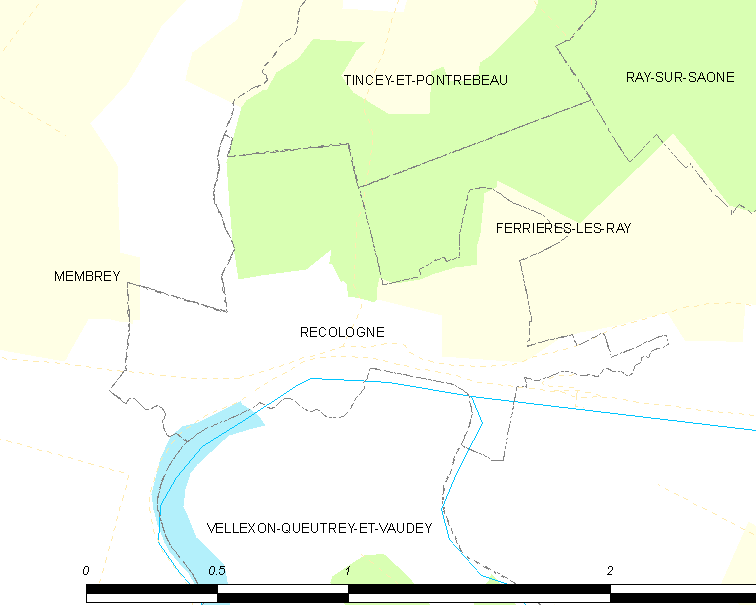
的OSM定位图

勒科洛涅的时区为UTC+01:00、UTC+02:00（夏令时）。

## 行政
勒科洛涅的邮政编码为70130，INSEE市镇编码为70440。

## 政治
勒科洛涅所属的省级选区为萨隆河畔当皮埃尔县。

## 人口

1962-2008年间人口变化图示

勒科洛涅于2022年1月1日时的人口数量为32人。